# José Luiz Araújo Moutinho
Jose Luiz de Araujo Moutinho Neto (1959) es un arquitecto, zoólogo, botánico, y orquideólogo brasileño. Se formó como biólogo con un bachillerato en Zoología, en la Universidad Federal de Río de Janeiro, el 14 de junio de 1981; además es arquitecto de la misma Universidad, el 1 de abril de 1988.
Posee un M.Sc. en Ingeniería y Gestión de Tecnología, en el Centro para la Innovación, la Tecnología y la Investigación de Políticas (EN +) de la Universidad Politécnica de Lisboa; y es doctorando en "Diseño", en la Facultad de Arquitectura de la Universidad Técnica de Lisboa.
En 1995, fundó la primera empresa portuguesa dedicada a internet, llamada "Tinta invisible", convertida en modelo empresarial para las empresas de información y la comunicación. Después de su fusión con "Multinacionales Neoris, Cemex" en 2001, se dedicó a estudiar información y prestación de asesoramiento científico en materia de política pública para la sociedad informatizada, el desarrollo regional y las ciudades digitales.
En 2007, fundó la empresa "Mirror neurons", dedicada a la innovación, la investigación y el desarrollo de productos y servicios basados en el conocimiento a clientes en Brasil y Angola. En 2008, se convirtió en socio fundador de la empresa "eDoobba", un spin-off de la Universidad de Minho, dedicada al desarrollo de Soluciones Web 2.0.

## Algunas publicaciones
- j. Moutinho, m. Heitor. 2007. “Building human-centered systems in the network society”. Technological Forecasting & Social Change 74: 100–109

- ----------------. 2006. “From Technological Determinism to Regional Development: Lessons from the Digital Cities Program 1998-2006”. En Cunningham, P. and

Cunningham, M., (2006), “Exploiting the Knowledge Economy: Issues, Applications, Case Studies”, Part 1, Ámsterdam, IOS Press
- ----------------, m. Heitor. 2005. “Building Human Centered Systems Based on Communication Infrastructures: Evidence from Portugal”. En Marshall, S., Taylor, W. & Yu, X., (eds.), “The Encyclopedia of Developing Regional Communities with ICT”, Hershey, Idea Group

- ----------------, ------------. 2005. “Digital Cities and the Opportunities for Mobilizing the Information Society: case studies from Portugal”. En van den Besselaar, P. & Koizumi, S., (eds.) “Digital Cities III: Information Technologies for Social Capital: Crosscultural Perspectives”, Berlín, Springer Verlag

- m. Heitor, j. Moutinho. 2005. “Digital Cities and the network society: Towards a Knowledge-Based View of the Territory?”. En Gibson, D., Heitor, M. and Ibarra, A., (eds.), “Knowledge and learning in the Network Society”, New York, Purdue University Press

- j. Moutinho. 2002. “A Reinvenção da Administração Pública”. En INA, (ed.), “A Reinvenção da Função Pública: Da Burocracia à Gestão – Acta Geral do 3º Encontro INA”, Oeiras, INA

- j. Moutinho. 2004. “Building the Information Society: Learning from Portuguese Digital Cities and Regions”. Dissertação para Mestre em Engenharia e Gestão de Tecnologia pelo Centro de Estudos em Inovação, Tecnologia e Políticas de Desenvolvimento (IN+) do Instituto Superior Técnico

- v.f. Ferreyra de Brasil, j.p. Parente, m.c.f. Pinto, a.v. Pinto, b. Porter, m.m. Silva, j.l. Moutinho. 1986. Chemical discontinuity in Laeliinae Benth. Biochem. Syst. Ecol. 14: 199 - 202

- h.d. Bicalho, f. Barros, j.l. Moutinho. 1984. “Catasetum taquariense Bicalho, Barros & Moutinho (Orchidaceae): A New Species from Brazil”. Orchid Digest 48: 218en línea

- g.f.j. Pabst, j.l. Moutinho, a.v. Pinto. 1981. “Reestabelecimento do Género Anacheilium Hoffmanns. e Revisão no Género Hormidium Lindl. ex Heynh”. Anais do 1º Encontro Nacional de Orquidófilos e Orquideólogos, pp. 69-85, figs., Rio de Janeiro

- j.l. Moutinho. 1980. “A Flor de Orquídea”. Boletim Informativo da SBO 23, Rio de Janeiro

- -----------------. 1980. “A Polinização das Flores-I”. Boletim Informativo da SBO 24, Rio de Janeiro

- -----------------. 1980. “A Polinização das Flores-II”. Boletim Informativo da SBO 25, Rio de Janeiro

- e. Pereira, j.l. Moutinho. 1980. “Species Novae in Brasilia Bromeliacearum – XVII”. Bradea 3 ( 12): 85-100, figs., Rio de Janeiro

- g.f.j. Pabst, j.l. Moutinho. 1979. “Uma Interessante Octomeria (Orchidaceae) Nova no Brasil”. Bradea 3 ( 2) Parte II : 16, fig., Rio de Janeiroen línea

## Honores

### Epónimos
Especies
- (Orchidaceae) maxilaria moutiniiG.M.Barroso[2]